# Katipo pallescens
Katipo pallescens är en insektsart som beskrevs av Evans 1947. Katipo pallescens ingår i släktet Katipo och familjen dvärgstritar. Inga underarter finns listade i Catalogue of Life.